# Garfield, Texas
Garfield là một nơi ấn định cho điều tra dân số (CDP) thuộc quận Travis, tiểu bang Texas, Hoa Kỳ. Năm 2010, dân số của nơi này là 1698 người.

## Dân số
- Dân số năm 2000: 1660 người.
- Dân số năm 2010: 1698 người.